# Bielicha
Bielicha – wieś w Polsce położona w województwie mazowieckim, w powiecie radomskim, w gminie Zakrzew. Ma status sołectwa.
Przez miejscowość przebiega droga wojewódzka nr 740.
W latach 1954-1961 wieś należała i była siedzibą władz gromady Bielicha, po jej zniesieniu w gromadzie Cerekiew.
W Bielisze, w zabudowaniach rodziny Figarskich, zginął w samotnej walce z funkcjonariuszami Urzędu Bezpieczeństwa i wojskiem Antoni Szeliga "Wicher" (żołnierz AK) 23. października 1948 roku. Otoczony przez przeważające siły, popełnił samobójstwo.
Wieś jest siedzibą rzymskokatolickiej parafii Matki Bożej Różańcowej.